# داینینگ
داینینگ (به آلمانی: Deining) یک شهر در آلمان است که در Neumarkt واقع شده‌است. داینینگ ۴٬۳۱۱ نفر جمعیت دارد.